# Махахеф
Махахеф или Махаф (егип. M33ḥ3f) - древнеегипетский бог. Его роль заключается в том, чтобы пробудить бога подземного мира и смерти Акена, который должен перевести душу умершего на своей лодке. Также Акен просит у него спальное место перед тем, как лечь спать.